# Actiniceps
Actiniceps is een geslacht van schimmels behorend tot de familie Pterulaceae. De typesoort is Actiniceps thwaitesii.

## Soorten
Het geslacht telt volgens Index Fungorum in totaal zeven soorten (peildatum maart 2023):
| Soortnaam              | Auteur(s)        | Publicatiejaar |
| ---------------------- | ---------------- | -------------- |
| Actiniceps cocos       | Subram.          | 1954           |
| Actiniceps horrida     | (Höhn.) Boedijn  | 1959           |
| Actiniceps laevis      | (Corner) Boedijn | 1959           |
| Actiniceps secunda     | (Höhn.) Boedijn  | 1959           |
| Actiniceps subcapitata | (Corner) Boedijn | 1959           |
| Actiniceps thwaitesii  | Berk. & Broome   | 1876           |
| Actiniceps timmii      | Eichelb.         | 1906           |